# Plescop
Plescop (en bretó Pleskob) és un municipi francès, situat a la regió de Bretanya, al departament d'Ar Mor-Bihan. L'any 2006 tenia 4.631 habitants. Limita amb els municipis de Grand-Champ, Meucon, Saint-Avé, Gwened, Ploeren, Pluneret i Plumergat.

## Situació del bretó
El 28 de gener de 2005 el consell municipal va aprovar la carta Ya d'ar brezhoneg. A l'inici del curs 2007 l'11,5% dels alumnes del municipi eren matriculats a la primària bilingüe.

## Demografia
| 1936                                       | 1954  | 1962  | 1968  | 1975  | 1982  | 1990  | 1999  |
| ------------------------------------------ | ----- | ----- | ----- | ----- | ----- | ----- | ----- |
| 1.007                                      | 1.030 | 1.089 | 1.209 | 1.857 | 2.678 | 2.966 | 3.671 |
| Des de 1962: població sense dobles comptes |       |       |       |       |       |       |       |

## Administració
| Període | Identitat      | Partit |
| ------- | -------------- | ------ |
| 2001-   | Nelly Fruchard | Verts  |